# 건호

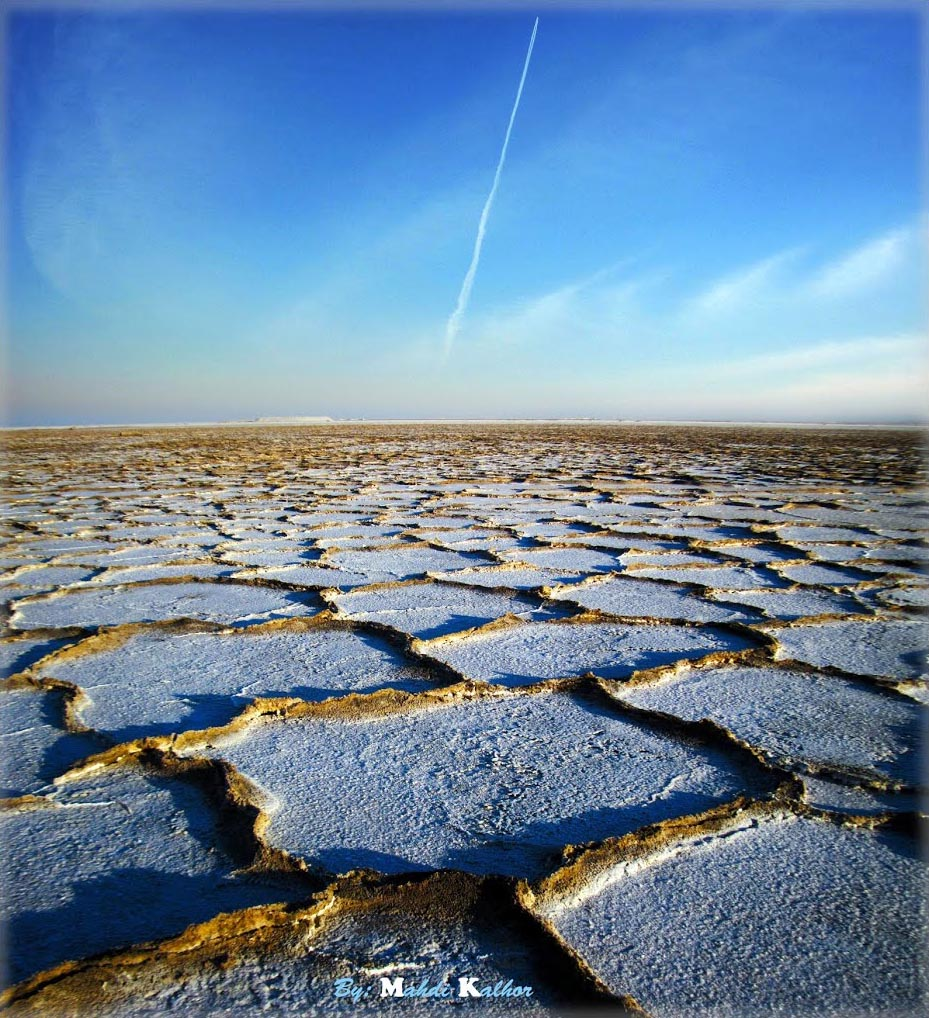
이란 쿰 주 나막 호.

건호(乾湖)는 물이 마른 호수이다. 사막 지대에 비가 내려 일시적으로 생기는 건호를 특히 플라야(playa)라고도 한다. 플라야는 넓은 지역을 아우르며 생길 수 있지만 깊이는 깊지 않다. 내부의 대부분의 물은 증발하여 표면에 소금층만 남는다.

## 같이 보기
- 호수
- 염류집적